# Amsterdam Pirates
Amsterdam Pirates is een honk- en softbalvereniging uit Amsterdam, Noord-Holland, Nederland.

## Geschiedenis
De club is de voortzetting van de in 1938 van start gegane honkbalafdeling van de sportvereniging RAP. In 1967 werd de Honkbalvereniging Amsterdam (HVA), die was ontstaan na een fusie tussen de honkbalafdelingen van de (voetbal)clubs VVA en WV-HEDW, opgenomen. Na een splitsing (de voetballers van RAP speelden in Buitenveldert aan de De Boelelaan; de honkballers in Amsterdam-West aan de Jan van Galenstraat) volgde in 1974 verzelfstandiging van de honkbalafdeling. Daaruit ontstond per juni de honk- & softbalclub Pirates. In een later stadium werd de club omgedoopt tot "Amsterdam Pirates".

## Teams

### Eerste mannenhonkbal
In 1982 speelde dit team voor het eerst op het hoogste niveau in de Honkbal hoofdklasse, het wist zich hierin tot en met 1994 te handhaven. Weliswaar eindigde de club in 1993 op de degradatieplaats, maar het faillissement van Haarlem Nicols (voor aanvang van de competitie van 1994) bood de Pirates plaatsbehoud in de hoofdklasse. In 1994 volgde alsnog degradatie. In deze periode van dertien seizoenen werd tweemaal de landstitel behaald. In de finale van de Holland Series werd de club in 1987 als "Detach Pirates" kampioen en in 1990 als "TAS Detach Pirates".
In 1998 -als "Expos Amsterdam"-  werd de hoofdklasse voor de tweede keer bereikt. Tot en met 2001 werd de naam Expos gehandhaafd. Vanaf 2002 werd het weer "Amsterdam Pirates". 
Tot nu toe (seizoen 2019) komt Amsterdam Pirates 22 seizoenen onafgebroken in de Hoofdklasse uit. In deze periode werd de landstitel ook drie keer behaald. Als "L&D Amsterdam Pirates" (sinds 2008 de gevoerde naam) werden deze in 2008, 2011 en 2019 behaald. Daarnaast werd in 2010, 2014, 2016, 2017 en 2018 ook nog eens de finale van de Holland Series gehaald.
Tijdens de laatste Holland Series (2019) wordt tegen Neptunus, in de best of seven, een 0-3 achterstand in wedstrijden omgebogen in een 4-3 overwinning. Dit was nog geen team in de Holland Series gelukt. Ook in 2021 werden de Holland Series met 4-3 gewonnen van Neptunus na een spannende serie van wedstrijden.
In Europees verband werd in 2016 voor de eerste keer de finale bereikt. In de Champions Cup (voorheen als de Europa Cup I bekend) werd ook meteen de eerste Europese beker veroverd.
Veel latere internationals begonnen hun honkballoopbaan in de jeugd bij RAP of later Pirates. Daaronder spelers als  Peter Boon, Tonny Cohen, Rikkert Faneyte, Marcel Joost en Martin Ronnenbergh. Faneyte bereikte zelfs de Amerikaanse Major League.

### Eerste  vrouwensoftbal
Het eerste vrouwensoftbalteam speelt onder de eigen clubnaam "Amsterdam Pirates" in 2016 in de "Softbal Silver League" op het tweede niveau. Dit team won in 1996 en 1997 de Europa Cup II ("Cup Winners Cup")

### Overige teams
Het tweede mannenhonkbalteam komt in 2016 uit in de Eerste klasse A op het derde niveau. Dit team werd in 2010 kampioen.
Het tweede vrouwensoftbalteam komt in 2016 uit in de Eerste klasse B op het derde niveau.

## Accommodatie
Verhuizing

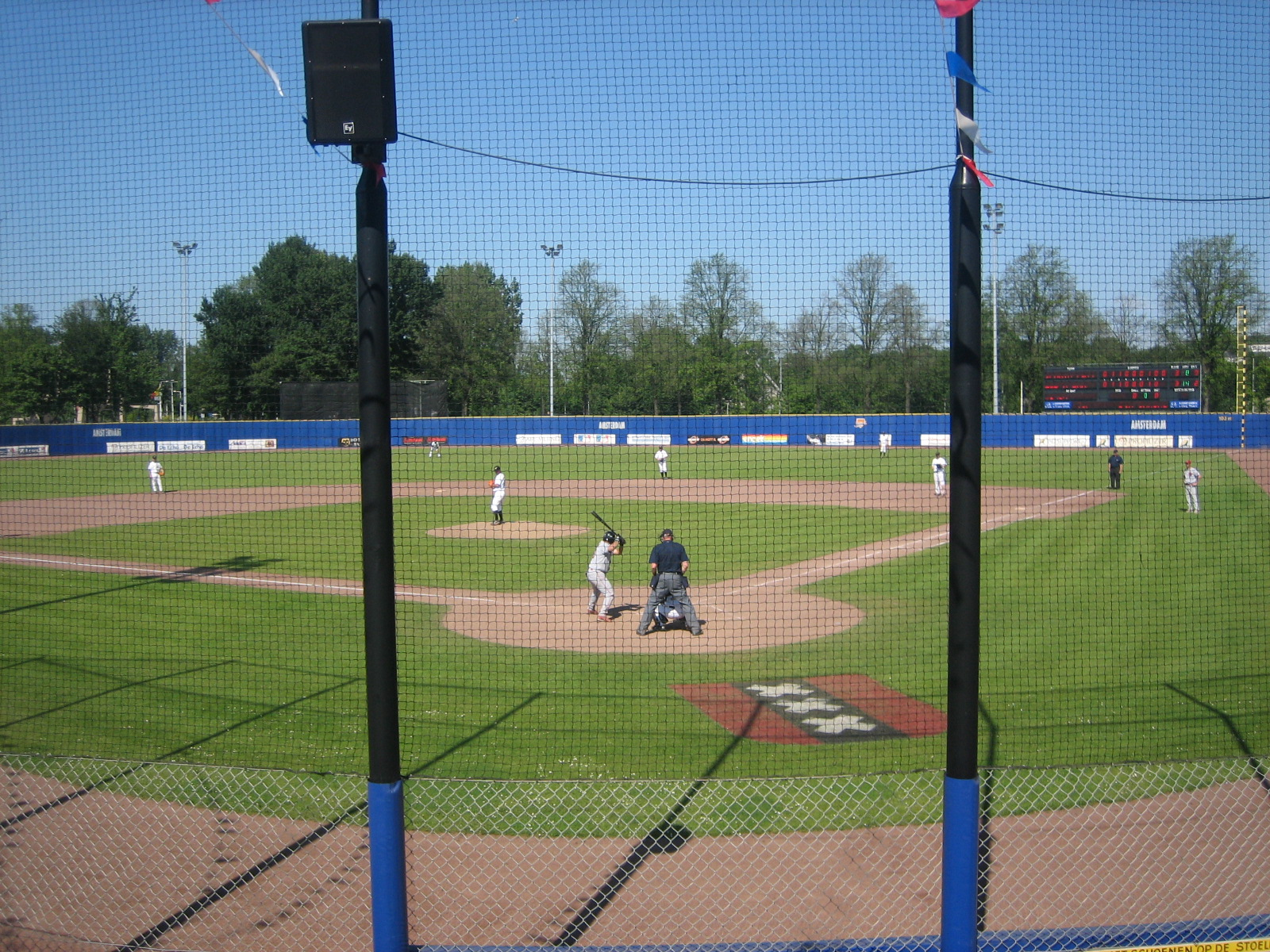
Het veld van de Amsterdam Pirates tijdens de wedstrijd L&D Amsterdam - Sparta Feijenoord op 1 juni 2009

In 2000 verhuisde de club van de Jan van Galenstraat naar Sportpark Ookmeer in Osdorp. Het beschikt daar over een accommodatie met twee honkbal- en twee softbal/jeugdhonkbalvelden, alsmede een indoorhal en een kantine. Het gebouw werd op 5 april 2002 geopend door Margo Vliegenthart, de toenmalige staatssecretaris voor Volksgezondheid, Welzijn en Sport. In mei 2019 werd het complex hernoemd in  Loek Loevendie Ballpark.
Internationale kampioenschappen
In 2003 waren Amsterdam, Haarlem en Rotterdam de speelsteden voor het Europees kampioenschap honkbal. Het complex van Amsterdam Pirates was de speellocatie in Amsterdam. Het Wereldkampioenschap honkbal 2005 werd gespeeld in Almere, Amsterdam, Eindhoven, Haarlem en Rotterdam. Ook toen werden de wedstrijden in Amsterdam gespeeld bij Amsterdam Pirates. In 2007 werd op het Amsterdam Pirates complex het Europese Kampioenschap 'Womens Fast Pitch Softball' gehouden. Ook bij het WK Honkbal 2009 werd het veld weer gebruikt.
Amsterdam Pirates · Curaçao Neptunus · DSS/Kinheim · HCAW · Oosterhout Twins · Hoofddorp Pioniers · RCH-Pinguins · UVV
Holland Series